# Bageri Skogaholm

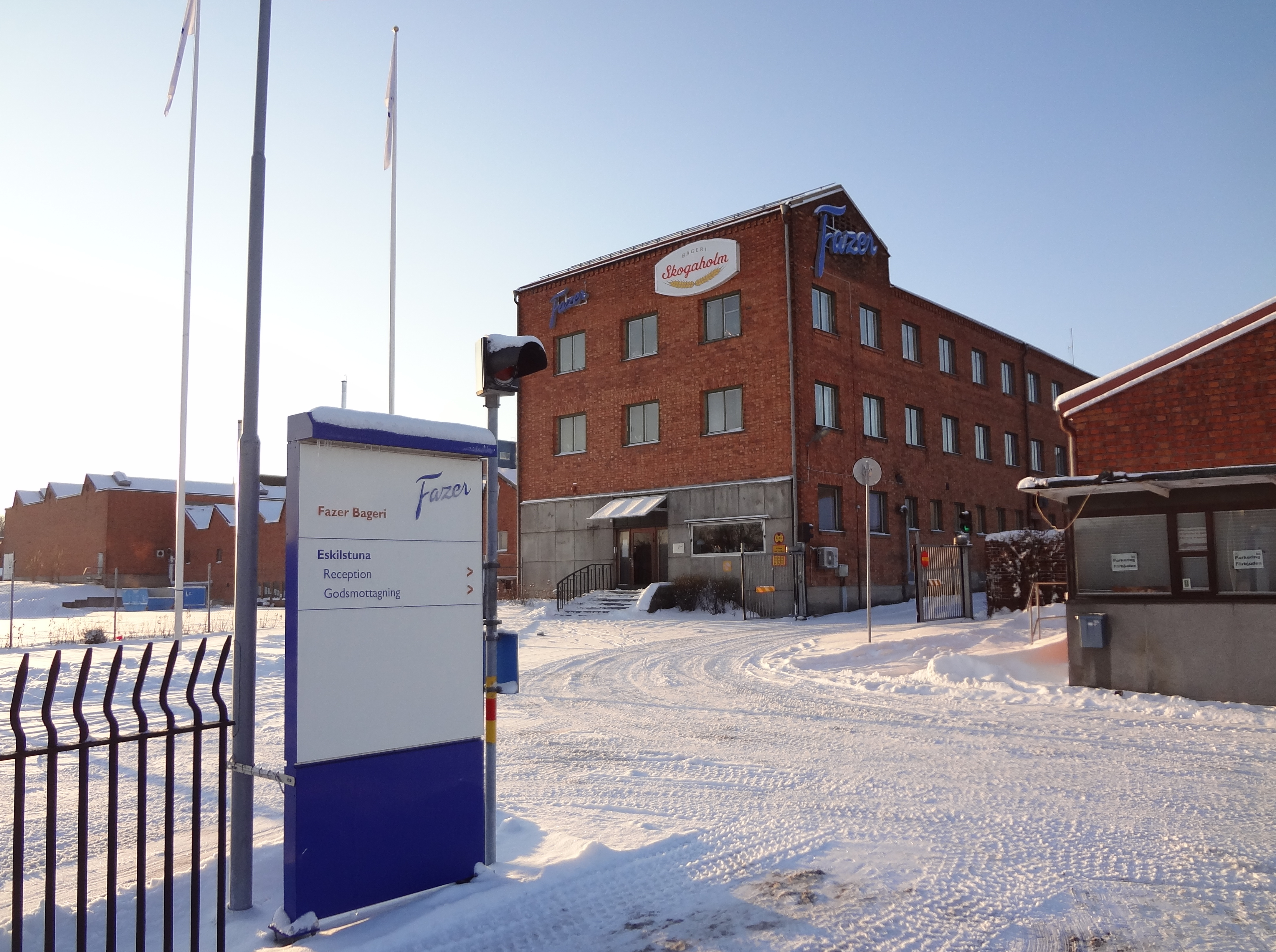
Anläggningen i Eskilstuna.

Skogaholm Bageri är en bifirma till Fazer Bageri AB som ägs av Fazer. Företaget har bagerier i Eskilstuna och Umeå. 

## Historik
År 1926 köpte Knut Eriksson ett finbageri i fastigheten Skogaholm i Tunafors, Eskilstuna kommun. Runt 1935 antog man namnet Skogaholms bröd. Ett nytt bageri uppfördes i Vilsta 1945. År 1969 köpte man Bahcos lokaler i Vilsta med en golvyta på 22 500 m². År 1974 sålde familjen bageriet till Aritmos och Kungsörnen AB. År 1993 hade Skogaholmskoncernen 17 bagerier i Sverige.
År 2002 stängdes bageriet i Kortedala i Göteborg, produktionen av bageriets klassiska sirapslimpor flyttades till bageriet i Varberg. I december 2002 stängdes även bageriet i Uppsala, då produktionen flyttades till Örebro. Åren 2003–2006 stängde Skogaholms bageriet fyra anläggningar, Stockholm, Luleå, Umeå och Östersund. Bageriet i Umeå ersattes dock med ett nytt och större bageri. Hösten 2005 eldhärjades bageriet i Örebro, då en packningsmaskin började brinna.
År 2008 köptes företaget av Fazer från Lantmännenkoncernen. I köpet ingick bagerierna i Umeå, Eskilstuna och Lund. I augusti 2021 stängdes bageriet i Lund.

## A.P. Kjellgrens Brödfabrik AB
En bagarmästare Amilon grundade 1843 ett bageri i Örebro, som 1873 köptes av Schönebeck och 1885 övertogs av hans gesäll Anders Petter Kjellgren (död 1901). Bageriet låg vid korsningen av Storgatan och Järnvägsgatan. Stärbhuset drev företaget vidare, så småningom under ledning av Ernst Kjellgren (född 1886), som 1911 ombildade det till aktiebolag. En ny fastighet vid Järnvägsgatan togs i bruk 1913, då Storgatan breddades. Vid slutet av 1930-talet levererades bageriets bröd dagligen med bil till Karlstad i väster, Fagersta och Grängesberg i norr, Västerås och Eskilstuna i öster och Tibro och Linköping i söder. Fabriken byggdes 1943 på med tre våningar. Personalen som 1901 var 20 personer hade 1949 ökat till 220 personer. Tillverkningen var inriktad på enbart mjukt matbröd och skorpor. APK köptes 1964 av Skogaholm. Den söta sirapslimpan, som har hetat både APK-limpa (efter Anders Petter Kjellgren) och Skogaholmslimpa, har sålt i stora volymer.

## Namnet
Bageriföretagets namn har inget att göra med Skogaholms bruk i södra Närke, eller den herrgård som 1930 flyttades därifrån till Skansen i Stockholm.